# فیدلیو ۵۲۴

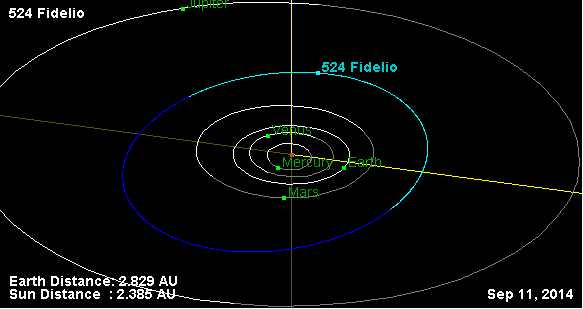
سیارک ۵۲۴

سیارک ۵۲۴ (به انگلیسی: 524 Fidelio، نامگذاری:1904NN) پانصد و بیست و چهارمین سیارک کشف شده‌است که در ۱۴ مارس ۱۹۰۴ و در هایدلبرگ کشف شد.
قدر مطلق سیارک برابر ۹٫۸۳ است.